# D. J. White
Dewayne "D. J." White, Jr. (Tuscaloosa, Alabama, 31 de agosto de 1986) es un exjugador de baloncesto estadounidense que disputó seis temporadas en la NBA y varias más en el extranjero. Mide 2,06 metros, y jugaba en la posición de ala-pívot.

## Trayectoria deportiva

### Universidad
Jugó durante 4 temporadas con los Hoosiers de la Universidad de Indiana, entre 2004 y 2008. En su primera temporada, lideró a los freshman de la Big Ten Conference en anotación (13,3 puntos por partido), tapones (2,2) y porcentaje de tiros de campo (57,2%), siendo el primer novato de los Hoosiers en ser elegido All-American desde que lo consiguiera Jared Jeffries en 2001. en su segunda temporada, una lesión le hizo perderse gran parte de la misma, jugando tan sólo 5 partidos, en los que promedió 9,2 puntos y 6 rebotes por encuentro.
Al año siguiente lideró a su equipo en puntos, rebotes y tapones, siendo titular en los 32 partidos disputados. Ese año logró su mejor marca reboteadora de su carrera, al capturar 14 rebotes ante UCLA en la segunda ronda de la Fase Final de la NCAA. En su temporada sénior lideró la Big Ten Conference en rebotes (10,3 por partido), siendo segundo en anotación (17,4 puntos), siendo además el primer jugador de Indiana en promediar un doble-doble desde que lo consiguiera Alan Henderson en 1994. Fue nombrado en 4 ocasiones como jugador de la semana de la Big Ten, y finalmente mejor jugador de la conferencia. Fue también elegido en el segundo equipo All-American de ese año.

### Selección nacional
Fue convocado por la selección de Estados Unidos para disputar los Juegos Panamericanos de 2007, donde fue el máximo anotador de su equipo, promediando 16,8 puntos por partido (4.º en el torneo) y 8,8 rebotes (3.º en el torneo), en los cinco partidos que disputó. El equipo acabó en una discreta quinta posición.

### Profesional

#### NBA
Fue elegido en la vigesimonovena posición del 2008 por Detroit Pistons, siendo traspasados sus derechos inmediatamente a Seattle Supersonics, equipo que desapareció al finalizar la temporada 2007-08, y que dio paso al equipo de Oklahoma City, equipo con el que firmó contrato a primeros del mes de julio de 2008.
Desde marzo de 2010 es asignado a los Tulsa 66ers de la NBA D-League. El 24 de febrero de 2011 es enviado junto a Morris Peterson a Charlotte Bobcats a cambio del pívot Nazr Mohammed.
El 28 de febrero de 2013 firma un contrato de 10 días con los Boston Celtics, dejando China. Luego de pasados estos 10 días  firma un nuevo contrato de 10 días con los Celtics.
El 21 de marzo de 2014, firmó un contrato de 10 días con los Charlotte Bobcats. El 31 de marzo de 2014, se firmó un segundo contrato de 10 días con los Bobcats. El 10 de abril de 2014, el firmó con los Bobcats para el resto de la temporada.

#### Extranjero
[actualizar]

### Retirada
En agosto de 2022, anuncia en sus redes sociales su retirada del baloncesto profesional.

## Estadísticas

### NBA

#### Temporada regular
| Año     | Equipo        | PJ  | PT | MPP  | %TC  | %3P   | %TL  | RPP | APP | ROB | TPP | PPP |
| ------- | ------------- | --- | -- | ---- | ---- | ----- | ---- | --- | --- | --- | --- | --- |
| 2008-09 | Oklahoma City | 7   | 0  | 18.6 | .520 | .000  | .769 | 4.6 | .9  | .4  | .7  | 8.9 |
| 2009-10 | Oklahoma City | 12  | 0  | 8.5  | .610 | .000  | .900 | 1.9 | .3  | .4  | .2  | 4.9 |
| 2010-11 | Oklahoma City | 23  | 0  | 9.5  | .462 | .000  | .500 | 2.2 | .2  | .3  | .3  | 2.8 |
| 2010-11 | Charlotte     | 24  | 0  | 19.4 | .526 | .000  | .759 | 4.4 | .6  | .3  | .5  | 8.5 |
| 2011-12 | Charlotte     | 58  | 11 | 18.9 | .493 | 1.000 | .705 | 3.6 | .8  | .3  | .4  | 6.8 |
| 2012-13 | Boston        | 12  | 0  | 7.2  | .522 | .000  | .556 | 1.1 | .3  | .1  | .5  | 2.4 |
| 2013-14 | Charlotte     | 2   | 0  | 5.0  | .000 | .000  | .000 | 1.0 | .0  | .5  | .0  | .0  |
| Total   | Total         | 138 | 11 | 15.3 | .507 | .333  | .720 | 3.2 | .6  | .3  | .4  | 5.9 |

#### Playoffs
| Año   | Equipo    | PJ | PT | MPP | %TC  | %3P  | %TL  | RPP | APP | ROB | TPP | PPP |
| ----- | --------- | -- | -- | --- | ---- | ---- | ---- | --- | --- | --- | --- | --- |
| 2014  | Charlotte | 1  | 0  | 3.0 | .000 | .000 | .000 | 2.0 | .0  | .0  | .0  | 0.0 |
| Total | Total     | 1  | 0  | 3.0 | .000 | .000 | .000 | 2.0 | .0  | .0  | .0  | 0.0 |

### NBA D-League

#### Temporada regular
| Año     | Equipo | PJ | PT | MPP  | %TC  | %3P  | %TL  | RPP  | APP | ROB | TPP | PPP  |
| ------- | ------ | -- | -- | ---- | ---- | ---- | ---- | ---- | --- | --- | --- | ---- |
| 2008–09 | Tulsa  | 6  | 5  | 31.2 | .561 | .000 | .857 | 7.2  | 1.2 | .7  | 1.5 | 18.3 |
| 2009–10 | Tulsa  | 10 | 10 | 39.2 | .609 | .000 | .872 | 11.1 | 1.2 | .7  | 1.4 | 20.2 |
| Total   | Total  | 16 | 15 | 36.2 | .591 | .000 | .867 | 9.6  | 1.2 | .7  | 1.4 | 19.5 |

#### Playoffs
| Año   | Equipo | PJ | PT | MPP  | %TC  | %3P  | %TL  | RPP | APP | ROB | TPP | PPP  |
| ----- | ------ | -- | -- | ---- | ---- | ---- | ---- | --- | --- | --- | --- | ---- |
| 2010  | Tulsa  | 1  | 1  | 29.0 | .615 | .000 | .714 | 5.0 | 4.0 | .0  | .0  | 21.0 |
| Total | Total  | 1  | 1  | 29.0 | .615 | .000 | .714 | 5.0 | 4.0 | .0  | .0  | 21.0 |